# Irena Nowakowa
Irena Nowakowa z domu Korda (ur. 1923, w Płocku, zm. 14 listopada 2007) – polski socjolog, pedagog, żołnierz AK, dokumentalista i historyk działalności Armii Krajowej na ziemi płockiej, redaktorka ”Naszej Księgarni”, między innymi serii ”Poczytaj mi mamo”, wieloletni pracownik Instytutu Rozwoju Wsi i Rolnictwa PAN. Była badaczką problemów wsi i industrializacji. 
Pochowana 20 listopada 2007 r., na Starym Cmentarzu w Płocku. 

## Wybrana bibliografia
- ”Kształtowanie się klasy robotniczej w procesie uprzemysławiania rejonu płockiego : sesja naukowa Czynnik ludzki w płockim rejonie uprzemysławianym w II połowie XXX-lecia PRL, Płock 23-24 maja 1975 r.” (Komitet Badań Rejonów Uprzemysławianych PAN : Towarzystwo Naukowe Płockie, 1975 r.)
- ”Z dziejów Armii Krajowej w Inspektoracie Płocko-Sierpeckim” (Wyd. Fraza, Płock, 1992 r., ISBN 83-900609-0-6) wspólnie z Janem Nowakiem.